# Eichendorfer Weiher
Der Eichendorfer Weiher ist ein natürliches Gewässer in der oberbayerischen Gemeinde Eberfing beim Weiler Eichendorf. Er ist eigentlich kein Weiher, sondern ein kleiner See. Der Weiher dient heute der Naherholung, der Fischzucht und dem Angelsport.

## Geographie
Der knapp drei Hektar große Himmelsteich liegt unmittelbar westlich von Eichendorf in einer eiszeitlichen Ausschürfung unterhalb der Endmoränen Leitenbichel (707 m) und Moosberg (670 m).
Er wird ausschließlich von Niederschlägen und Grundwassereinsickerungen gespeist und besitzt keinen natürlichen, oberflächigen Zu- oder Abfluss. Südlich schließt sich heute ein etwa einen Hektar großes Sumpfgebiet an, das ursprünglich ebenfalls zur Seefläche gehörte und heute zu einem namenlosen versickernden Bachlauf hin entwässert werden kann.

## Geschichte
Historische Befunde setzen in der sumpfigen Gegend erst etwa um das Jahr 1.000 ein. Erste schriftliche Erwähnung findet ein Aichendorf dort ab 1.200. Um 1485 werden drei Benediktbeurer Höfe und der Weiher zu Eichendorf dem herzoglichen Jäger Hans Wagner überlassen (vermutlich zur Erbpacht). Im späten 17. Jahrhundert gehörte er, noch in seiner natürlichen Größe, zu dem Besitztum des Grafen Arco.
Irgendwann zwischen 1808 und 1867 wurde der südliche Teil des Eichendorfer Weihers kanalisiert und versumpfte.